# Jacques de La Palice
Jacques II de Chabanes, conhecido por Jacques de La Palice (ou de La Palisse), (Lapalisse, 1470 – Pavia, 24 de fevereiro de 1525) foi um nobre e militar francês, senhor de La Palice, de Pacy, de Chauverothe, de Bort-le-Comte e de Héron.
Como Marechal de França durante o reinado de Francisco I, combateu os exércitos italianos e morreu na batalha de Pavia.

## Carreira Militar
Jacques de La Palice serviu sob as ordens de três reis de França e participou gloriosamente em todas as guerras de Itália no seu tempo. Esteve na tomada de Nápoles, em 1495, e na conquista do Ducado de Milão, em 1500.
Em 1501, conquista várias praças-fortes nos Abruzos e na Apúlia. Ferido e feito prisioneiro, pelo Duque de Terranova no cerco de Rouvre em 1502, será libertado em 1504. Terá uma participação importante nas Batalhas de Agnadel e Ravena, onde será gravemente ferido.
Em 1511 é lhe concedido o título de Grão-Mestre de França.
Foi novamente feito prisioneiro na Batalha de Guinegatte em 1513, mas evadiu-se rapidamente e participou na conquista de Villefranche e na Batalha de Marignan.
Promovido a marechal em 2 de janeiro de 1515. Retorna a Calais para negociar um tratado de paz com os enviados do Imperador. A negociação falha e La Palice retorna a Itália e bate-se no combate de la Bicoque em 1522.
Foi enviado, em 1523, em socorro de Fontarabie que conseguiu reabastecer. Obriga o Condestável de Bourbon (Carlos III) a levantar o cerco a Marselha, conquista Avinhão e morre na Batalha de Pavia, onde comandava a vanguarda do exército Francês.

## Popularidade
A sua popularidade junto dos soldados, fez nascer várias canções militares a seu respeito. Uma dessas canções, cantada após a sua morte, possuía os seguintes versos:
"S’il n'était pas mort il ferait envie", (Se ele não estivesse morto, faria inveja)
a qual foi deformada em "s'il n'était pas mort il (ƒerait – serait) en vie" (se ele não estivesse morto faria/estaria vivo); desta frase saiu o termo «lapalissada», que designa uma forte evidência, uma situação extremamente óbvia.
Mais tarde esta frase vai inspirar uma canção satírica de Jacques de la Monnoye a qual reza "Un quart d'heure avant sa mort, il était encore en vie." (Um quarto de hora antes da sua morte, ele ainda estava vivo)
As duas primeiras estrofes da canção "La Mort de La Palice" encontram-se no livro "La Clé des chansonniers" (Ballard, 1725), e as restantes cinco no Manuscrito 12666 da Biblioteca Nacional de França.